# Yaossédougou
Yaossédougou  è una città e sottoprefettura della Costa d'Avorio appartenente al dipartimento di Dabakala. Conta una popolazione di 4 421 abitanti (censimento 2014).